# Свети Йоан Предтеча (Левкопиги)
„Свети Йоан Предтеча“ (на гръцки: Τιμίου Προδρόμου) е православна църква в кожанското село Левкопиги (Велища), Егейска Македония, Гърция, част от Сервийската и Кожанска епархия.
Храмът е построен в 1848 – 1865 година според ктиторския надпис, като ктитор е Хамзар Решит бей. Представлява еднокорабен храм с притвор. Във вътрешността на църквата има запазени стенописи от 1880 година дело на самаринския художник Димитриос Адам Питенис. В 1916 година е построена много 15-метрова камбанария от местен камък.
На 1 септември 1995 година църквата е обявена за защитен паметник.